# Get Up! (canción de Korn)
«Get Up!» es una canción de la banda de metal alternativo estadounidense Korn. Fue el sencillo adelanto de su décimo álbum de estudio, The Path of Totality. Cuenta con la colaboración del productor de dubstep Sonny Moore, conocido como Skrillex. Fue lanzado en formato digital el 15 de abril de 2011.

## Video musical
El clip fue estrenado el 27 de septiembre de 2011 y dirigido por Sébastian Paquet y Joshua Allen para Suspended Motion Productions. Muestra a la banda en concierto y sus entretelones. Previamente se había editado un video con las letras de la canción, el 22 de junio de 2011.

## Listado de canciones
| Descarga digital |                                     |          |  |
| N.º              | Título                              | Duración |  |
| 1.               | «Get Up!» (Álbum Versión)           | 3:43     |  |
| 2.               | «Get Up!» (Skrillex's Director Cut) | 3:53     |  |

## Posicionamiento en listas
| Lista (2011)                            | Mejor posición |
| --------------------------------------- | -------------- |
| Estados Unidos (Alternative Songs)      | 26             |
| Estados Unidos (Mainstream Rock Songs)  | 10             |
| Estados Unidos (Bubbling Under Hot 100) | 8              |
| Estados Unidos (Rock Songs)             | 21             |